# Nowa Wieś (gmina Nagłowice)
Nowa Wieś – wieś w Polsce położona w województwie świętokrzyskim, w powiecie jędrzejowskim, w gminie Nagłowice. Wchodzi w skład Włoszczowsko-Jędrzejowskiego Obszaru Chronionego Krajobrazu.
Należy do parafii pw. św. Stanisława Biskupa w Rakoszynie.

## Położenie
Miejscowość położona jest w Niecce Nidziańskiej, w zachodniej części Płaskowyżu Jędrzejowskiego, na wschód od Wzgórza Świętego Floriana. Od zachodu graniczy z wsią Rakoszyn, od południa z Trzcińcem, od południowego wschodu z Desznem i Łowinią, od wschodu z Warzynem, od północnego wschodu ze Zdanowicami.

## Części wsi
| SIMC    | Nazwa   | Rodzaj  |
| ------- | ------- | ------- |
| 0254887 | Ignaców | kolonia |

## Historia
Historia wsi w części jest związana z historią Rakoszyna. Wieś należała do arcybiskupów gnieźnieńskich. W 1153 abp Jan (Janik, Janisław, Jan Gryfita), uposażając opactwo cystersów w Brzeźnicy (Jędrzejowie), nadał mu m.in. i Nową Wieś (Kodeks Małopolski 1, 3, 20).
W średniowieczu wieś wchodziła najpierw w skład powiatu ksiąskiego, a od 1489 powiatu lelowskiego. Jej ówczesne granice widać w kontekście lokalizacji Deszna:

1569 granica między Desznem i Nową Wsią zaczyna się w miejscu między tymi wsiami i koło ściany Brynicy klasztoru jędrzejowskiego i stawu tej wsi i ściany Rakoszyna, gdzie usypano 2 kopce narożne D. i Nowej Wsi. Od nich biegnie granica przez bór do drogi z Rakoszyna do młyna zw. Młodowa (Mlodowa), należącego do Deszna w części Psarskiego, i do góry zwanego Ostra Góra, następnie przechodzi tę drogę i przez bór dochodzi do innej drogi z Deszna do młyna Młodowa i w lewą stronę przechodzi tę drogę i biegnie drogą z D. do Nagłowic, gdzie usypano kopce. Stąd „per Monticula alias przez Pagórki” dochodzi granica do końca wsi Nowa Wieś i do drogi prowadzącej z D. do dóbr Trzcieniec, dalej w lewo przez bór i krzaki dochodzi do ściany Trzcieńca, gdzie usypano 3 kopce narożne Nowej Wsi, Trzcieńca i D. Ponadto uzgodniono, że dziedzice Nowej Wsi i ich poddani będą mieć prawo dostępu dla bydła i trzody do źródła, czyli potoku zw. Pasczor, bez przeszkód ze strony dziedziców D. (ZK 407 s. 291–294; BPAN rps 926 k. 199-200); granica między D. i Trzcieńcem poczyna się w miejscu polnym D., Trzcieńca i Nowej Wsi, stąd biegnie przez pole do drogi z Nowej Wsi i D. do Łowini, dalej do kopca narożnego obok tej drogi i po obu jej stronach dochodzi granica do krzaków i przez nie k. tej drogi w górę do ściany Łowini i dochodzi do starych kopców narożnych Łowini, Trzcieńca i D. (ZK 407 s. 297–296).

W latach 70. i 80. XVI w. wieś należała do Kacpra Kempskiego, kalwinisty.
W roku 1827 miała 11 domów i 132 mieszkańców.
Pomiędzy 1975 a 1998 miejscowość administracyjnie należała do województwa kieleckiego.